# Kungsbacka DFF
Kungsbacka Damfotbollsförening (KDFF) var en damfotbollsförening i Kungsbacka, bildad 2013. Hemmamatcherna spelades på Tingbergsvallen. 2017 fick föreningen Kungsbacka kommuns idrottsstipendium.

## Historik

### Damallsvenskan 2019
Under säsongen 2019 spelade laget i Damallsvenskan, efter serieseger i Elitettan 2018.
Kungsbacka DFF spelade under säsongen i Damallsvenskan sina matcher på Påskbergsvallen i Varberg då inte hemmaarenan Tingbergsvallen uppfyller kraven för svensk elitfotboll, något som dock ändrades på. Laget kom på sista plats i damallsvenskan 2019 och skulle därför gå tillbaka till elitettan från säsongen 2020, men efter att ett flertal spelare valt att lämna klubben drog klubben sig ur Elitettan. Sandviken IF fick istället Kungsbackas plats i Elitettan. Sandviken kom på en andra plats i division 1 2018, två poäng bakom Bollstanäs.

### Nedläggning 2020
Ytterligare spelare lämnade sedan klubben, och föreningen lyckades inte få tillräckligt många spelare för att kunna ställa upp i seriespel. Det ledde till årsmötet i mars 2020 beslutade att upplösa föreningen.